# Sculpture bouddhiste chinoise

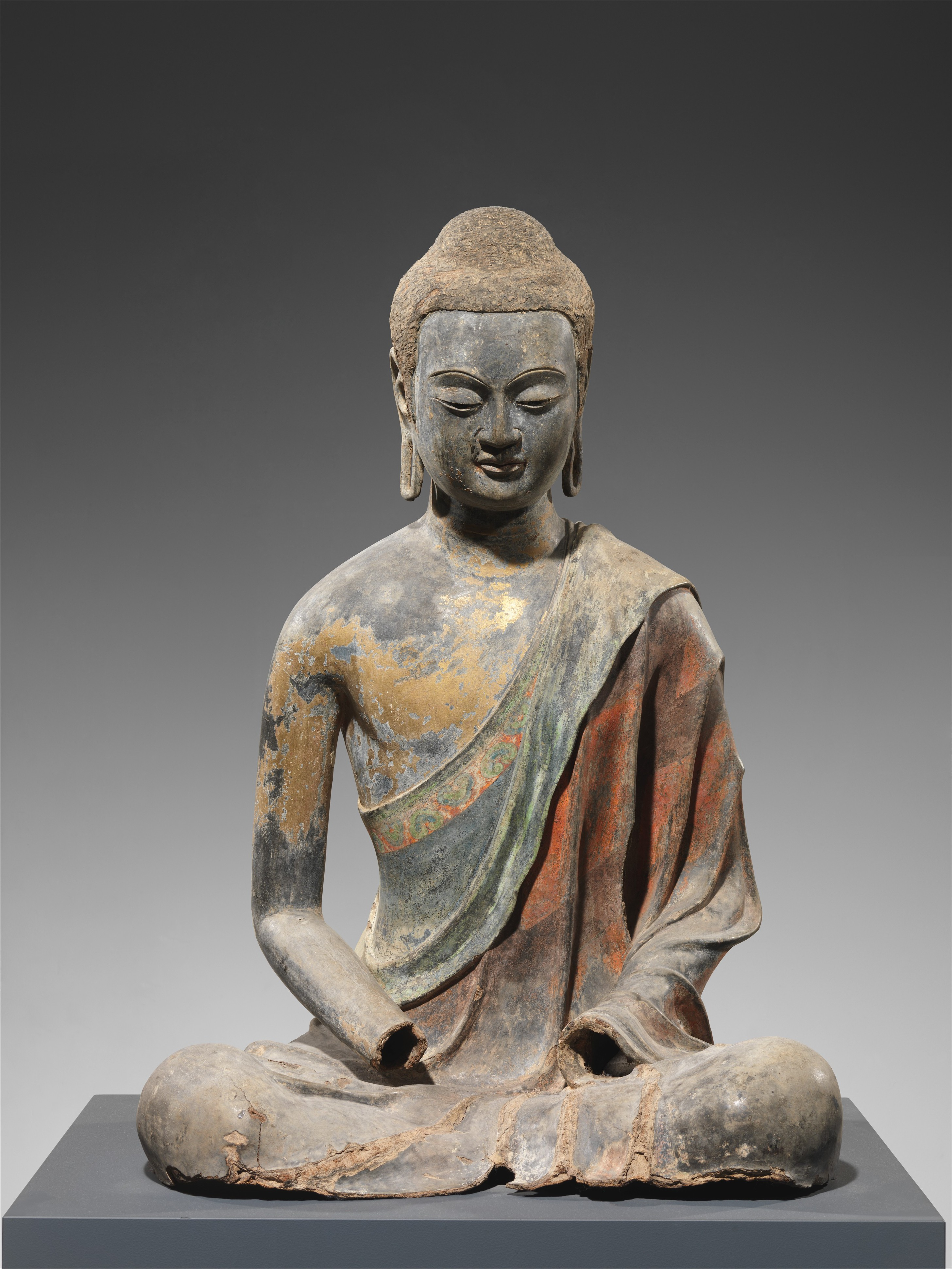
Bouddha, probablement Amitabha (Amituofo), VIIe siècle, dynastie Tang, Metropolitan Museum of Art

La sculpture bouddhiste chinoise a été produite tout au long de l'histoire du bouddhisme en Chine. Les pièces sculptées sont des représentations de Siddhartha Gautama, souvent connu sous le nom de "l’Éveillé" ou "Bouddha", des bodhisattva, des moines et diverses divinités. La Chine a été initiée aux enseignements du bouddhisme dès le IIe siècle av. J.-C., pendant la dynastie Han, s'implantant plus durablement au cours du IIe siècle. Les premières représentations n'étaient pas des sculptures iconiques de forme humaine, mais plutôt des symboles comme un siège vide, une empreinte, un arbre ou un stupa, une forme architecturale qui a abouti à la création de pagodes en Chine.
La pratique de la sculpture a commencé dans des temples rupestres excavés dans la roche où des sculptures, principalement en relief, enveloppaient des chambres et des complexes illustrant les croyances associées aux enseignements du Bouddha. La création de ces temples et sculptures a non seulement permis aux dévots d'accumuler du mérite pour leur propre croissance personnelle, mais leur a donné une référence pour le culte et l'inspiration méditative. Les principaux sites taillés dans la roche, avec de grands groupes de grottes creusées, sont les grottes de Yungang, les grottes de Longmen, les grottes de Maijishan et les grottes de Mogao.

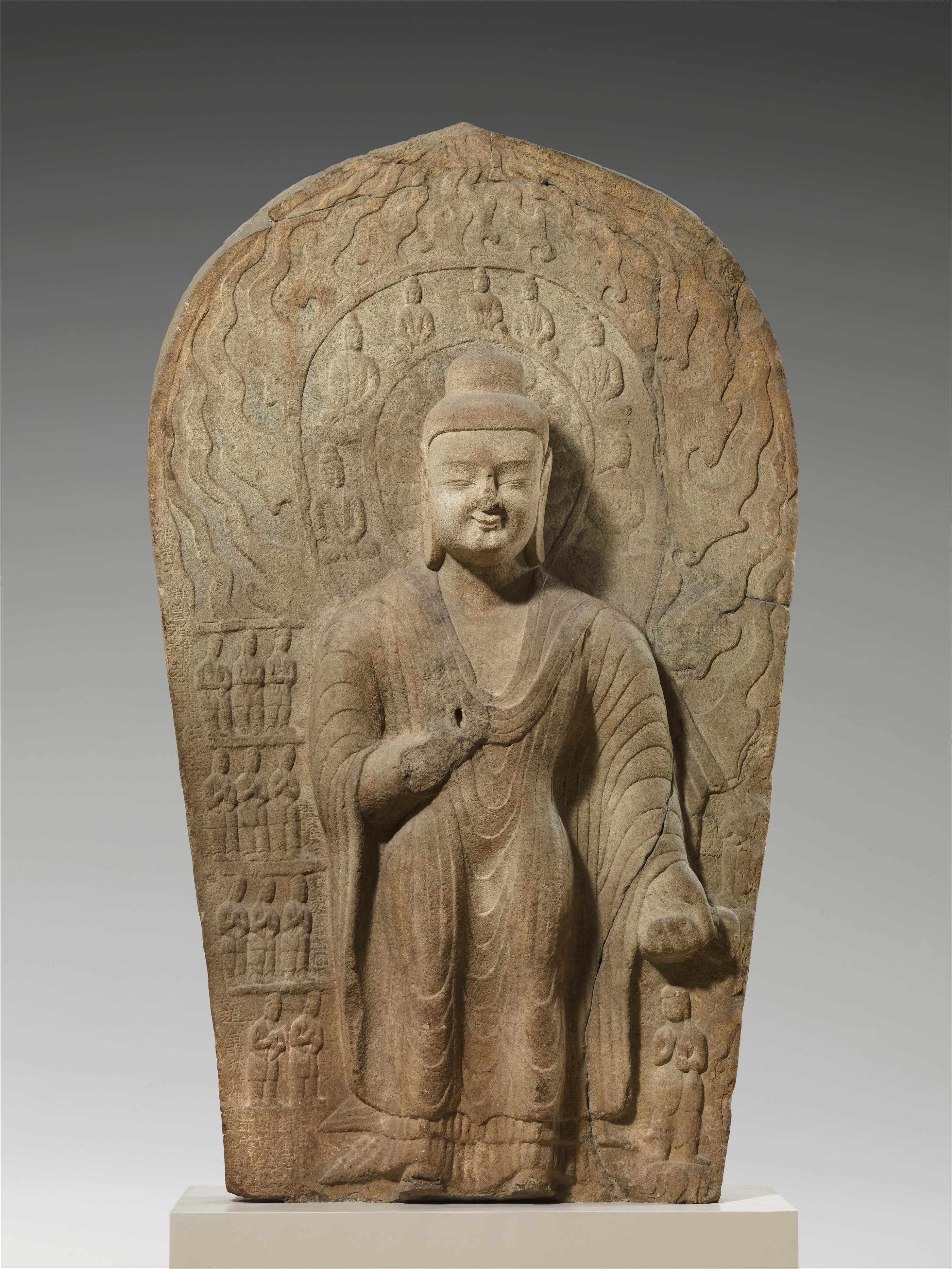
Bouddha Dipankara (Diguang), Metropolitan Museum of Art

Les sculptures en ronde-bosse ont commencé leur développement en Inde et ont finalement été produites en Chine au IVe siècle. En s'inspirant des rendus indiens, des diverses positions assises, des expressions faciales et des types de vêtements les artistes chinois d'alors ont abouti à un mélange visuel. Les sculptures avec des corps minces et des vêtements plus épais incarnaient les traditions chinoises par opposition aux variations indiennes représentant des morphologies plus grandes et des vêtements transparents. Les supports de ces sculptures variaient également, allant du grès, du calcaire, du bois, de la céramique, du bronze doré à l'alliage de cuivre. Malgré l'apparence monochrome des sculptures restantes aujourd'hui, ces œuvres étaient autrefois peintes de couleurs vives avec un large éventail de pigments.

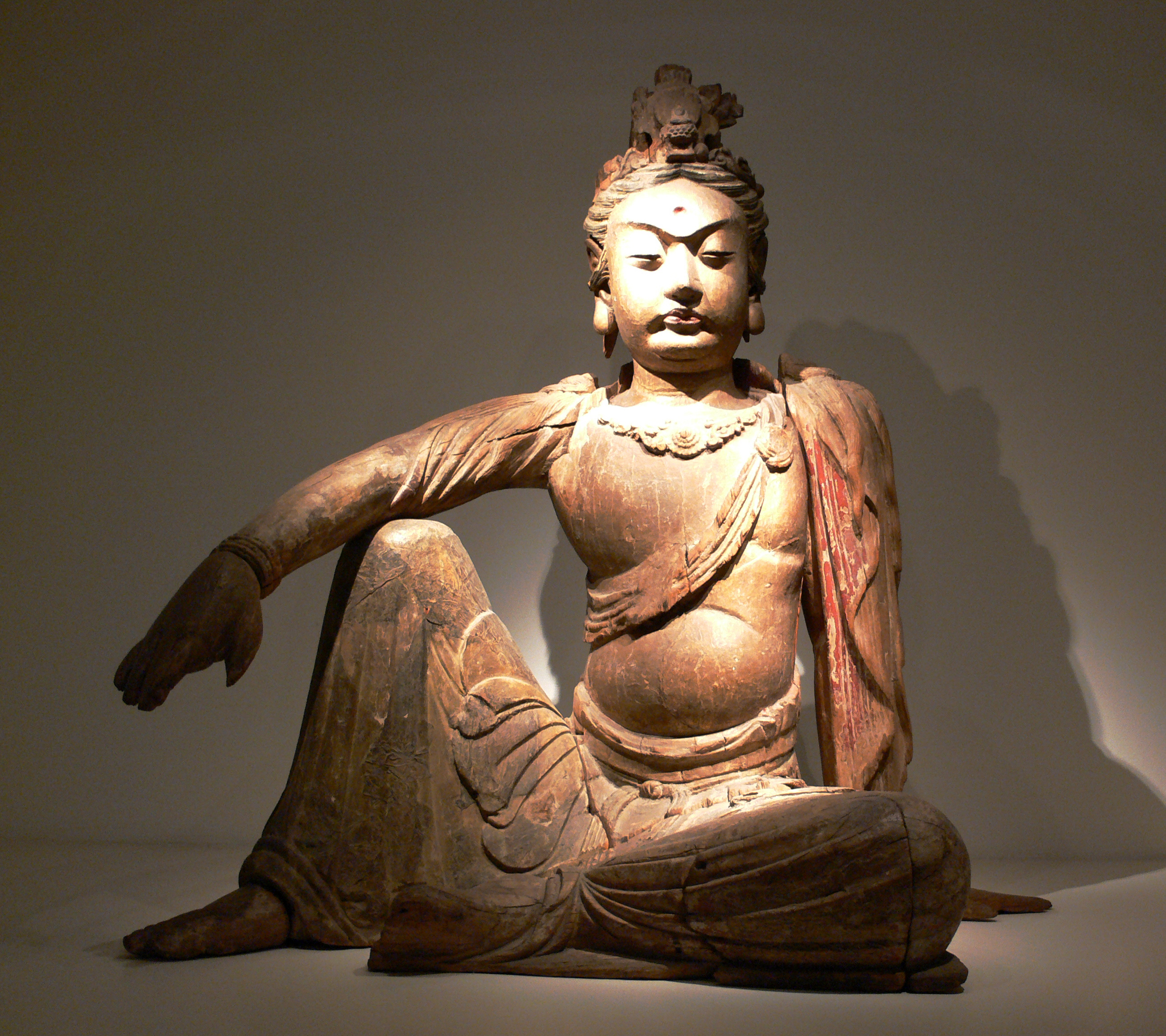
Sculpture en bois chinoise représentant Guanyin, Dynastie Song, XIIe siècle, Musée Ethnologique de Berlin, Allemagne

Initialement, seul le Bouddha était la principale personne ou figure représentée. Les bodhisattvas ont ensuite été créés, en tant qu'œuvres indépendantes plutôt qu'en tant que préposé au Bouddha. En Chine, deux Bodhisattvas importants étaient Avalokiteshvara (Guanyin) et Manjushri (Wenshu) qui incarnaient la sagesse et la compassion, vertus importantes pour atteindre un état d'illumination et applications du bouddhisme "Terre Pure" ou "Zen". Au cours des IVe et VIe siècles, la Chine vivait une période de guerre où les fidèles croyaient que leur piété dévotionnelle offrirait un guidage, la santé et la richesse à leurs provinces et à leurs dirigeants. Les divinités étaient considérées comme des protecteurs des traditions bouddhistes et sont devenues plus élaborées dans leurs représentations à mesure que le bouddhisme prenait de nouvelles formes au cours des siècles suivants.

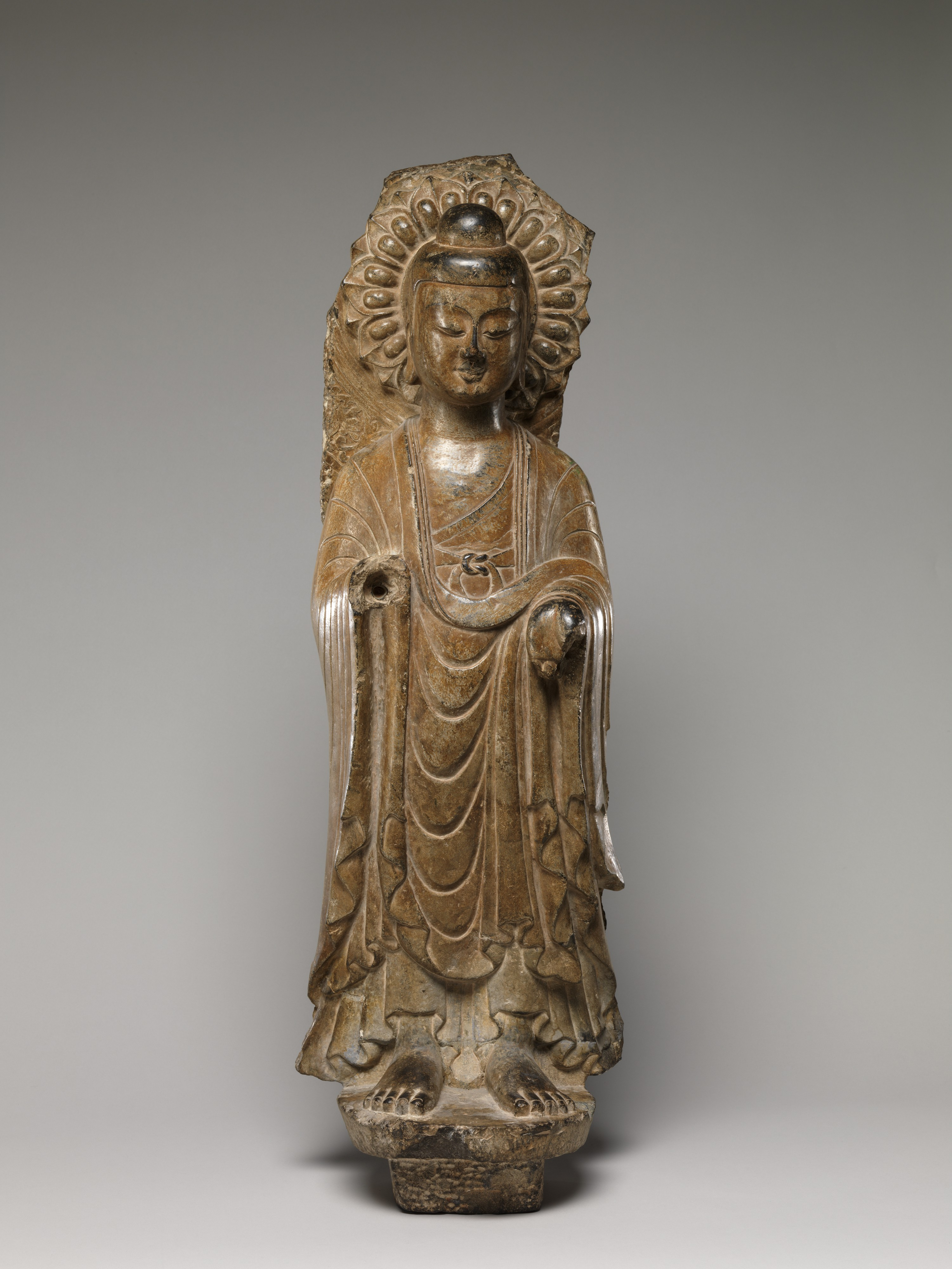
• Bouddha (fragment d'une stèle plus grande). • Époque: Dynastie Wei de l'Est milieu du VI. • Calcaire avec traces de pigments. • Hauteur: 80 cm. • Metropolitan Museum of Art, New-York.
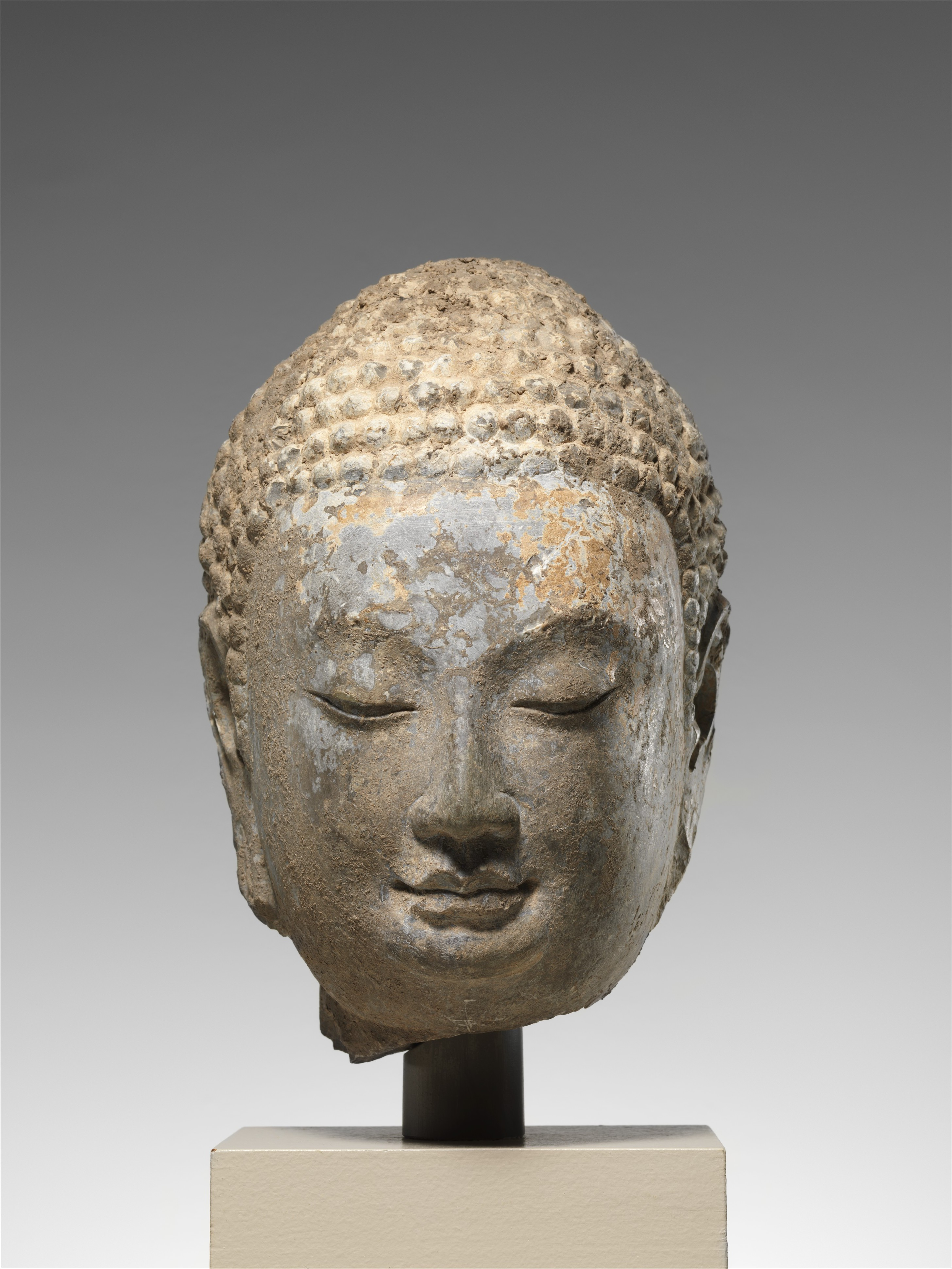
• Tête de Bouddha. • Époque: Dynastie Qi du Nord milieu du VI. • Calcaire avec traces de pigments et dorures. • Hauteur: 24,1 cm. • Metropolitan Museum of Art, New-York.
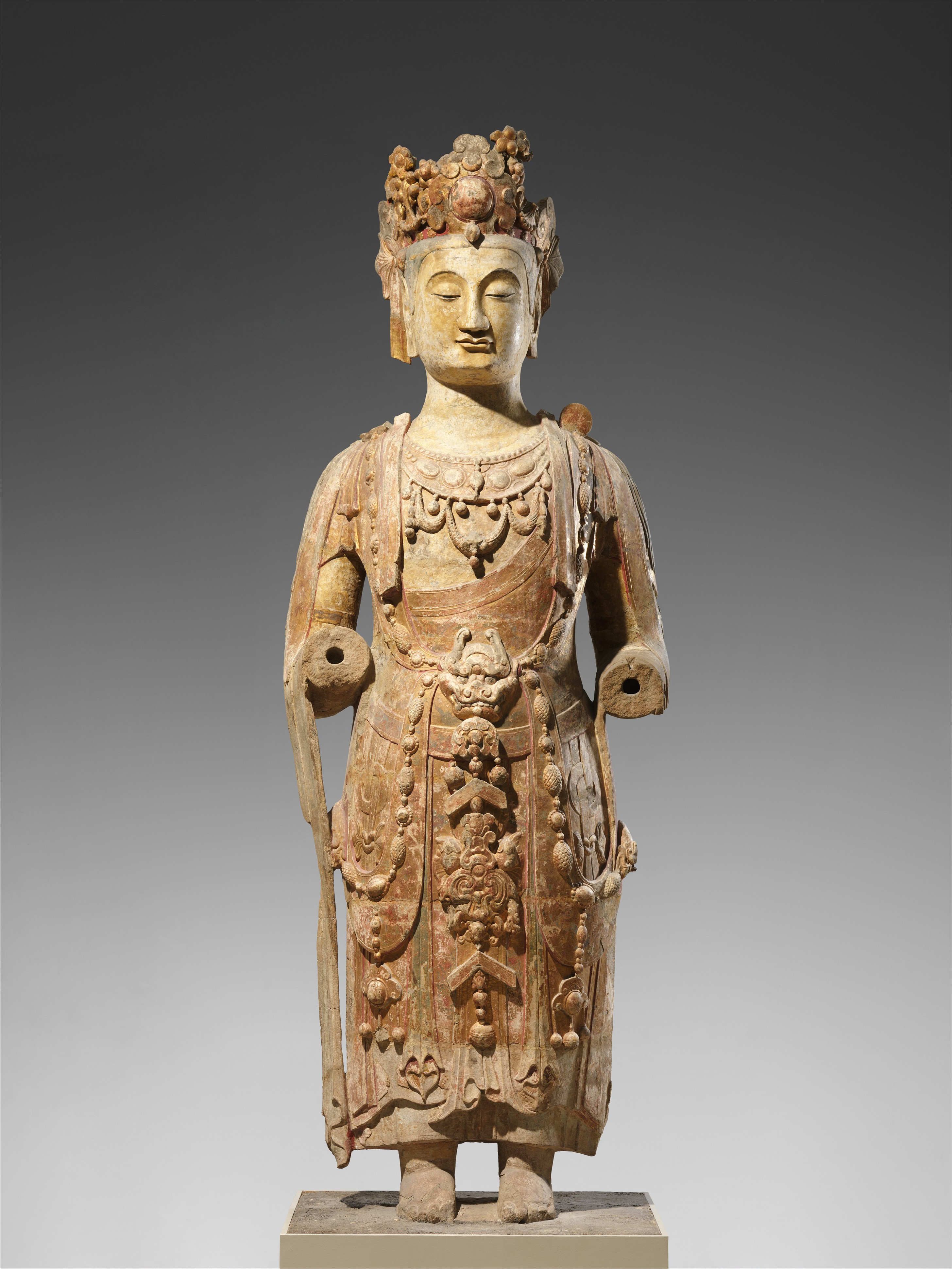
• Bodhisattva, probablement Avalokiteśvara sous la forme de Guanyin. • Époque: Dynastie Qi du Nord milieu du VI. • Grès avec pigment. Hauteur: 419,1 cm. • Metropolitan Museum of Art, New-York.
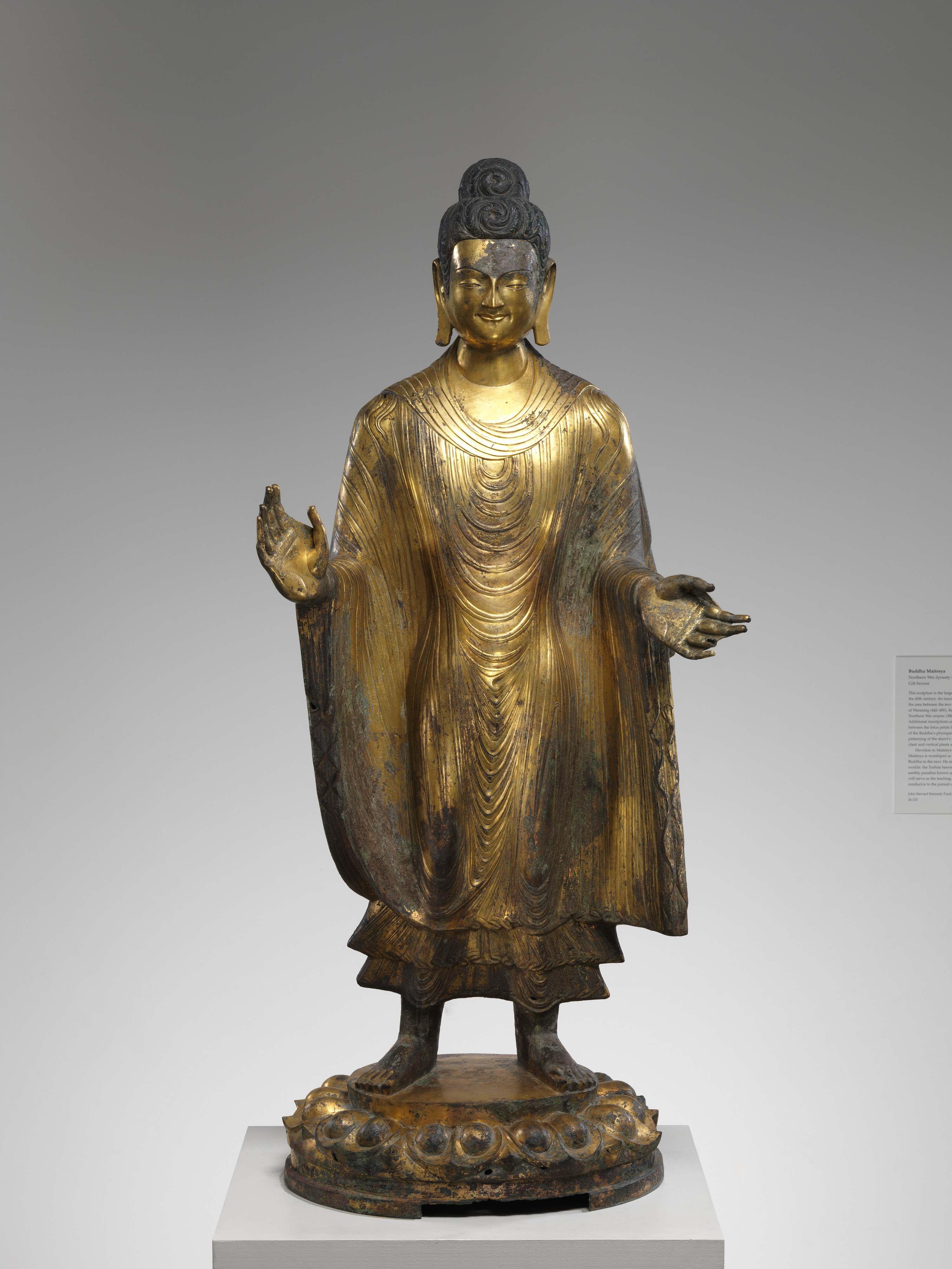
• Bouddha Maitreya (彌勒佛 Mílèfó). • Époque: Dynastie Wei du Nord, fin du V. • Bronze doré (pièce moulée), avec traces de pigments. • Hauteur: 140,3 cm. • Metropolitan Museum of Art, New-York.
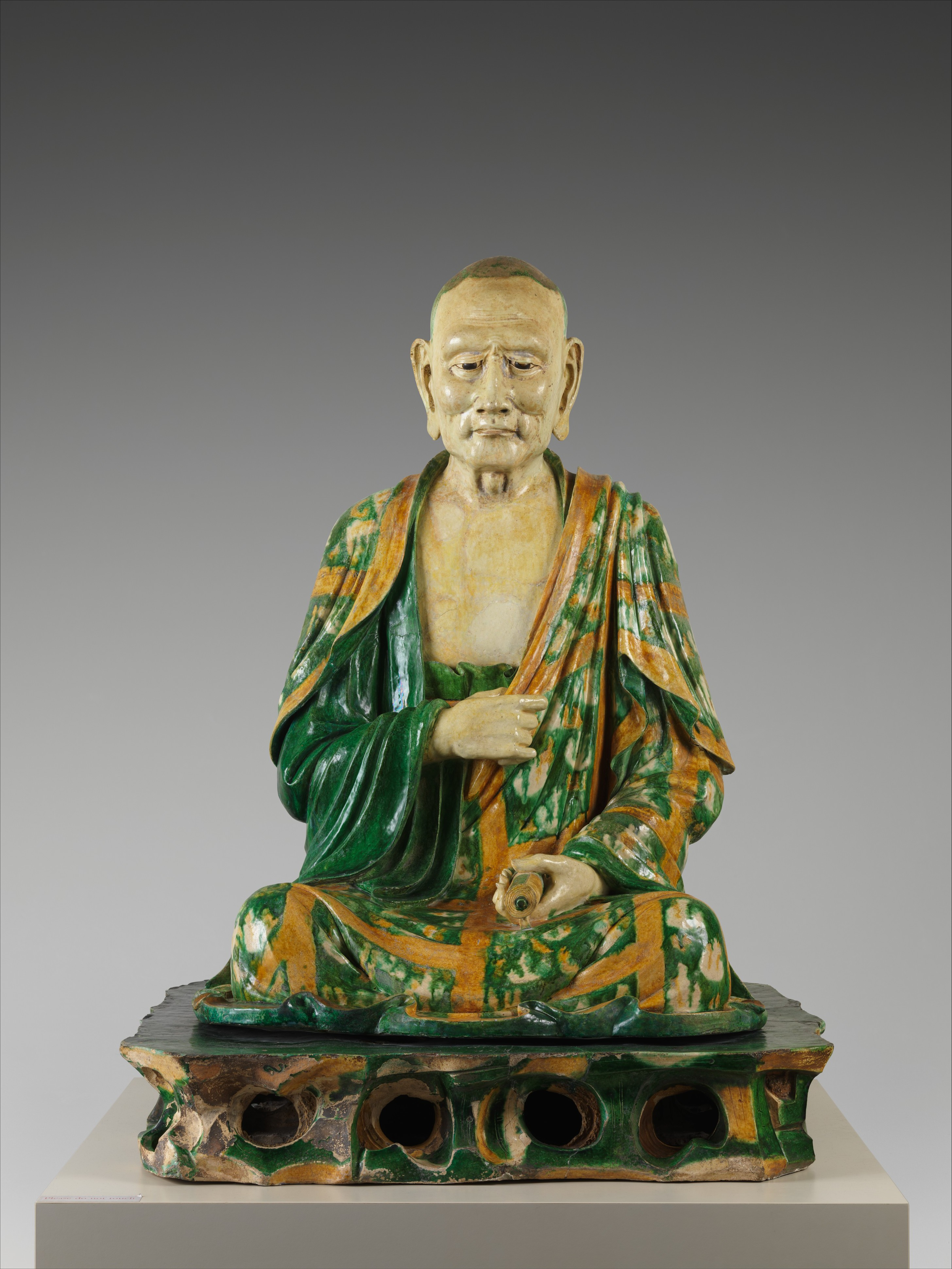
• Arhat(羅漢 Luóhàn). • Époque: Dynastie Liao X. • Grès à glaçure tricolore (sancai). • Hauteur: 104,8 cm. • Metropolitan Museum of Art, New-York.
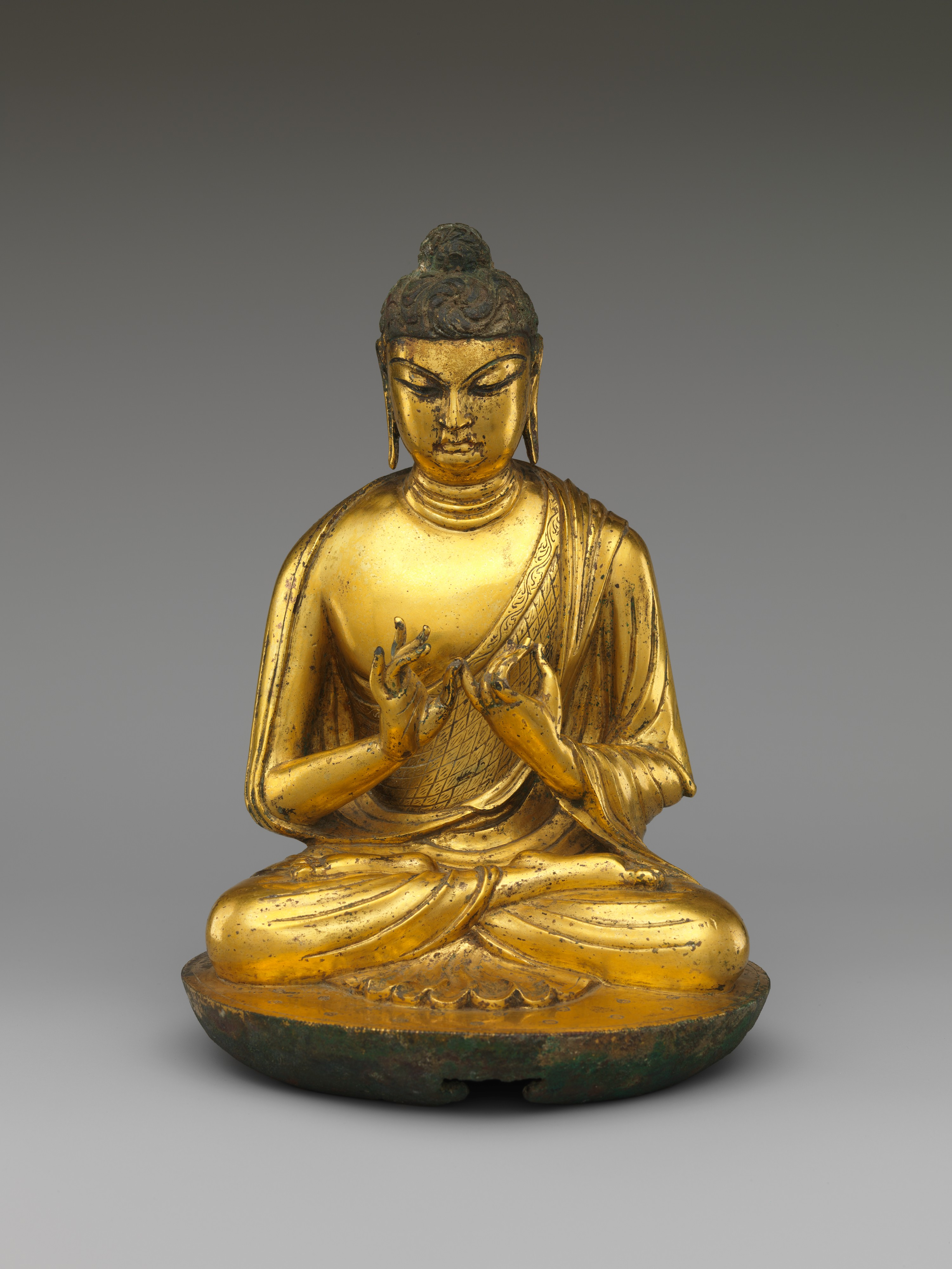
• Bouddha Vairocana. • Époque: Dynastie Tang. • Bronze doré. Hauteur: 20,3 cm. • Metropolitan Museum of Art, New-York.
• Bodhisattva Avalokiteśvara rugissement du Lion, ou Siṃhanāda Avalokiteśvara (identifié à Shi Hou Guanyin). • Époque: Dynastie Ming fin. • Bois de peublier monobloc avec pigments. • Hauteur: 107 cm. • Metropolitan Museum of Art, New-York.
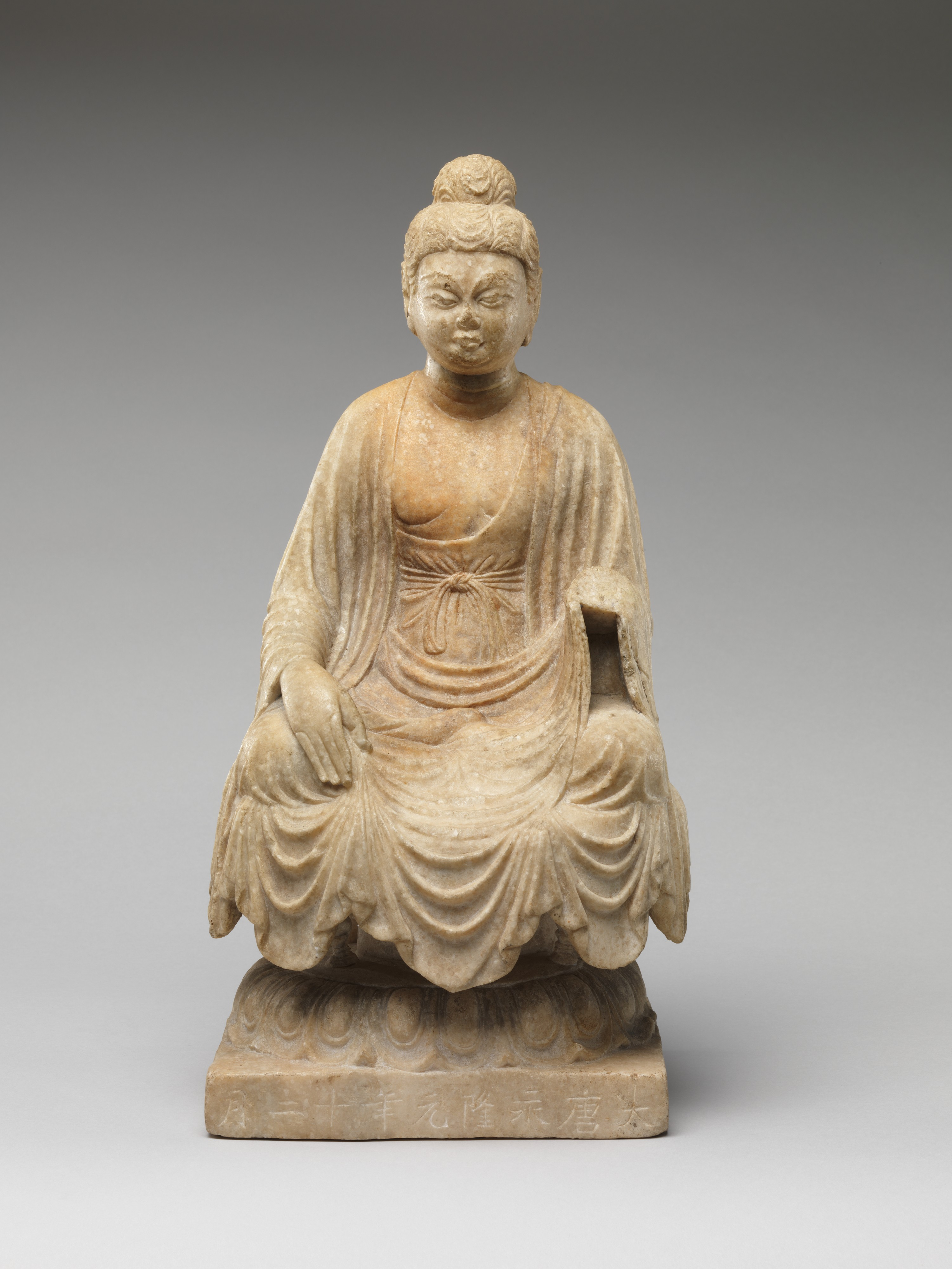
• Bouddha. • Époque: Dynastie Tang fin du VII. • Marbre. • Hauteur: 55,2 cm. • Metropolitan Museum of Art, New-York.
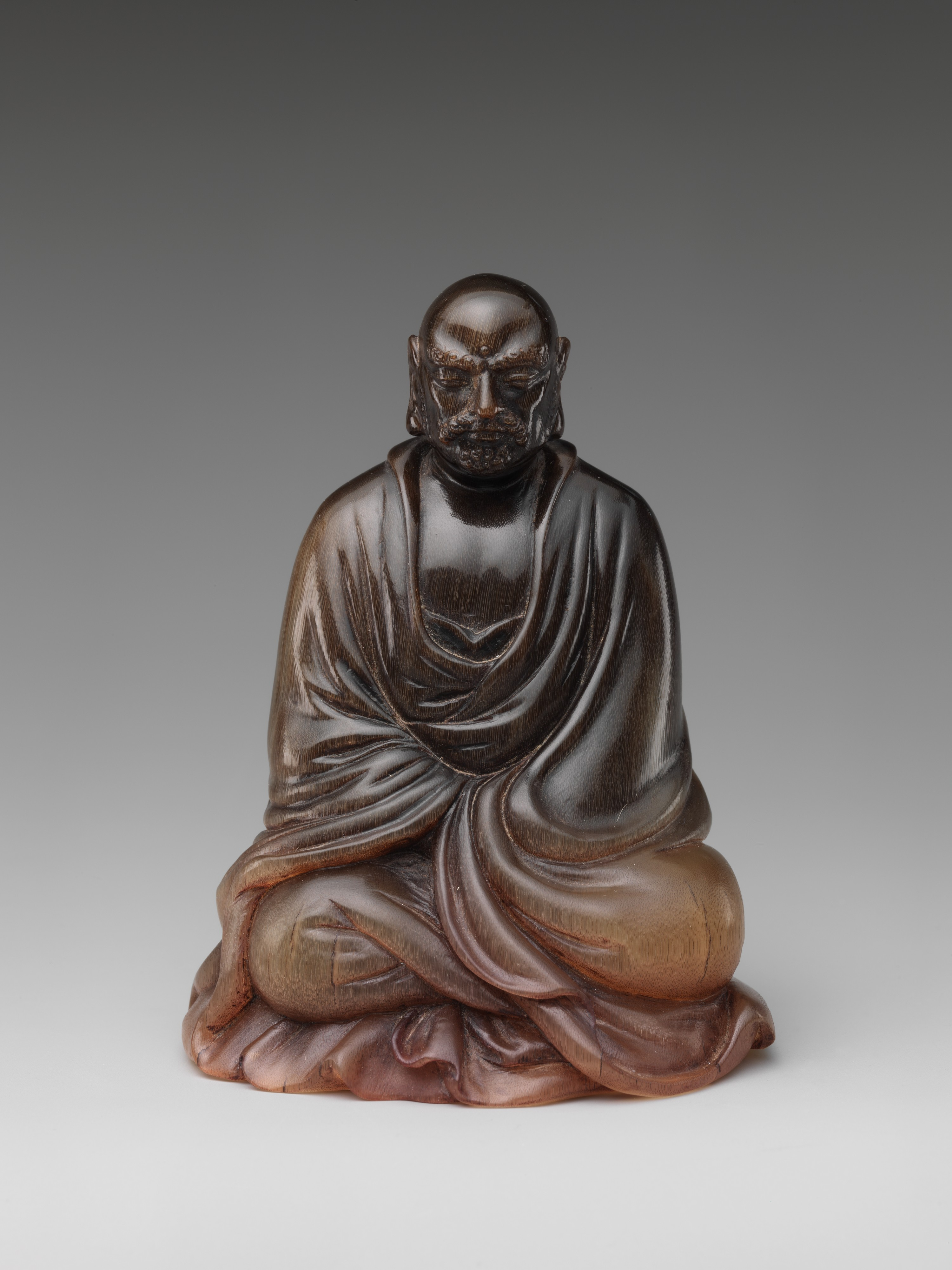
• Le moine Bodhidharma (菩提達摩 Pútí dámó). • Époque: XVII, fin Dynastie Ming, début Dynastie Qing. • Corne de rhinocéros sculptée. • Hauteur: 10,8 cm. • Metropolitan Museum of Art, New-York.
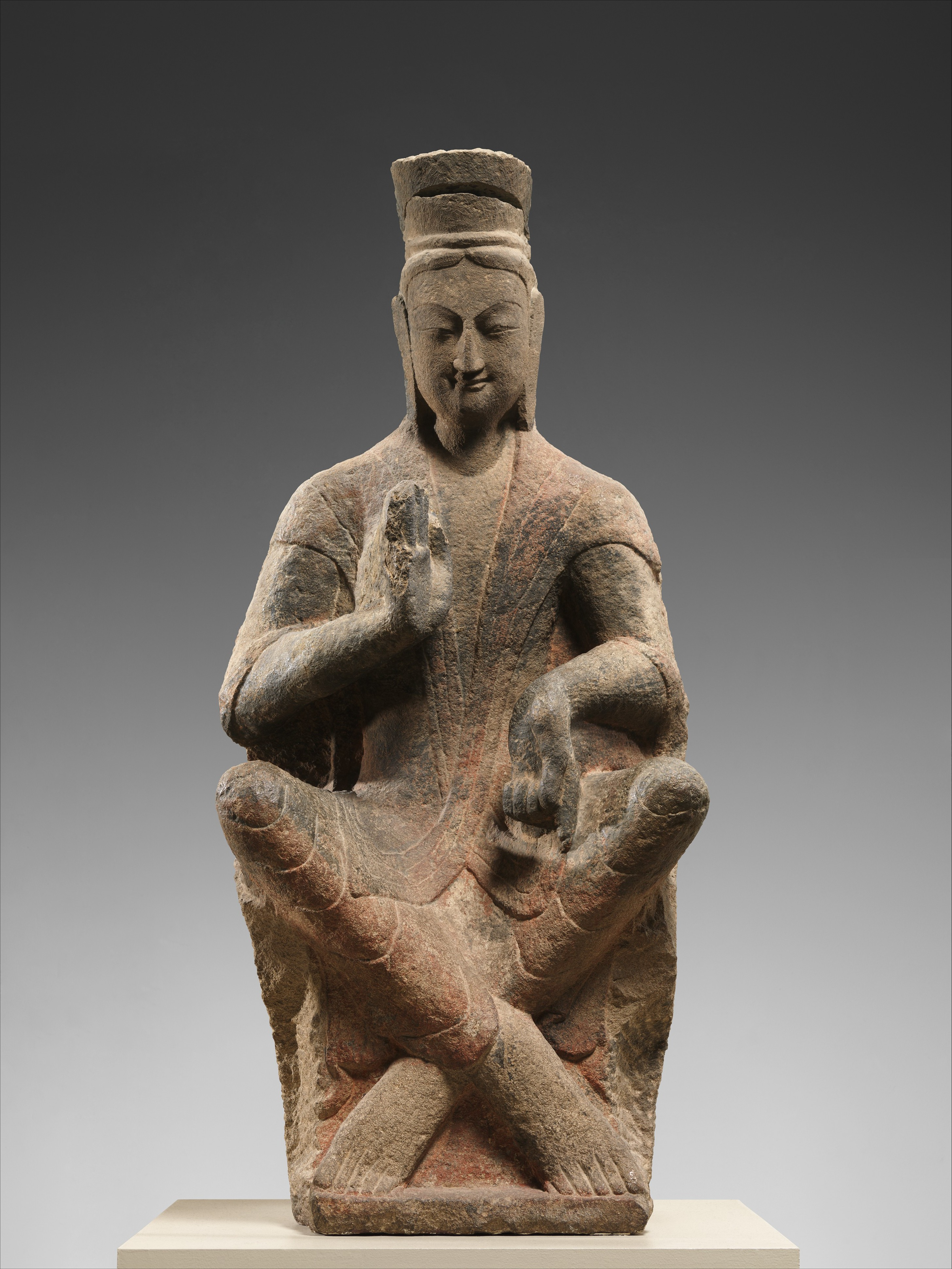
• Bodhisattva aux chevilles croisées. • Époque: Dynastie Wei du Nord, fin du V. • Grès avec traces de pigments. • Hauteur: 129,5 cm. • Metropolitan Museum of Art, New-York.

- • Bouddha (fragment d'une stèle plus grande).
• Époque: Dynastie Wei de l'Est milieu du VIe siècle.
• Calcaire avec traces de pigments.
• Hauteur: 80 cm.
• Metropolitan Museum of Art, New-York.
- • Tête de Bouddha.
• Époque: Dynastie Qi du Nord milieu du VIe siècle.
• Calcaire avec traces de pigments et dorures.
• Hauteur: 24,1 cm.
• Metropolitan Museum of Art, New-York.
- • Bodhisattva, probablement Avalokiteśvara sous la forme de Guanyin.
• Époque: Dynastie Qi du Nord milieu du VIe siècle.
• Grès avec pigment. Hauteur: 419,1 cm.
• Metropolitan Museum of Art, New-York.
- • Bouddha Maitreya (彌勒佛 Mílèfó).
• Époque: Dynastie Wei du Nord, fin du Ve siècle.
• Bronze doré (pièce moulée), avec traces de pigments.
• Hauteur: 140,3 cm.
• Metropolitan Museum of Art, New-York.
- • Arhat(羅漢 Luóhàn).
• Époque: Dynastie Liao Xe siècle.
• Grès à glaçure tricolore (sancai).
• Hauteur: 104,8 cm.
• Metropolitan Museum of Art, New-York.
- • Bouddha Vairocana.
• Époque: Dynastie Tang VIIe – Xe siècle.
• Bronze doré. Hauteur: 20,3 cm.
• Metropolitan Museum of Art, New-York.
- • Bodhisattva Avalokiteśvara rugissement du Lion, ou  Siṃhanāda Avalokiteśvara (identifié à Shi Hou Guanyin).
• Époque: Dynastie Ming fin XVe début XVIIe siècle.
• Bois de peublier monobloc avec pigments.
• Hauteur: 107 cm.
• Metropolitan Museum of Art, New-York.
- • Bouddha.
• Époque: Dynastie Tang fin du VIIe siècle.
• Marbre.
• Hauteur: 55,2 cm.
• Metropolitan Museum of Art, New-York.
- • Le moine Bodhidharma (菩提達摩 Pútí dámó).
• Époque: XVIIe siècle, fin Dynastie Ming, début Dynastie Qing.
• Corne de rhinocéros sculptée.
• Hauteur: 10,8 cm.
• Metropolitan Museum of Art, New-York.
- • Bodhisattva aux chevilles croisées.
• Époque: Dynastie Wei du Nord, fin du Ve siècle.
• Grès avec traces de pigments.
• Hauteur: 129,5 cm.
• Metropolitan Museum of Art, New-York.

## Voir également
- Poterie émaillée Yixian Luohans
- Colossale sculpture moderne de Guishan Guanyin
- Sculpture bouddhique coréenne